# Чарлі Джонс
Чарлі Джонс (англ. Charlie Jones, 12 грудня 1899, Мертір-Тідвіл — 1 січня 1966) — валлійський футболіст, що грав на позиції півзахисника, зокрема за лондонський «Арсенал» та національну збірну Уельсу. По завершенні ігрової кар'єри — тренер.

## Клубна кар'єра
У дорослому футболі дебютував 1920 року виступами за команду «Кардіфф Сіті», за яку взяв участь в одному матчі чемпіонату. 
Згодом з 1921 по 1928 рік грав за «Стокпорт Каунті», «Олдем Атлетик» та «Ноттінгем Форест».
1928 року перейшов до лондонського «Арсеналами», за який відіграв 6 сезонів. Більшість часу, проведеного у складі лондонського «Арсенала», був основним гравцем команди і виборов із ним низку національних трофеїв. Завершив професійну кар'єру футболіста виступами за «Арсенал» у 1934 році.

## Виступи за збірну
1926 року дебютував в офіційних матчах у складі національної збірної Уельсу.
Згодом викликався до її лав нерегулярно і до 1933 року провів у її формі лише 8 матчів.

## Кар'єра тренера
Розпочав тренерську кар'єру відразу ж по завершенні кар'єри гравця, 1934 року, очоливши тренерський штаб клубу «Ноттс Каунті», з яким пропрацював протягом сезону.
Помер у квітні 1966 року на 67-му році життя.